# Marimatha intensifica
Marimatha intensifica är en fjärilsart som beskrevs av Dyar 1914. Marimatha intensifica ingår i släktet Marimatha och familjen nattflyn. Inga underarter finns listade i Catalogue of Life.